# British European Airways
British European Airways (BEA), formalmente conhecida como British European Airways Corporation, foi uma companhia aérea britânica que existiu de 1946 até 1974.
A BEA operava voos para a Europa, Norte da África e Oriente Médio a partir de aeroportos em todo o Reino Unido. A companhia aérea também era a maior operadora doméstica do Reino Unido, atendendo grandes cidades britânicas, incluindo Londres, Manchester, Glasgow, Edimburgo e Belfast, além de áreas das Ilhas Britânicas, como as Terras Altas e Ilhas da Escócia, as Ilhas do Canal e a Ilha de Man. A BEA também operava uma rede de rotas internas alemãs entre Berlim Ocidental e a Alemanha Ocidental como parte dos acordos da Guerra Fria que regulavam o tráfego aéreo na Alemanha. O slogan da empresa era Number One in Europe (Número Um na Europa).
Formada como a divisão British European Airways da British Overseas Airways Corporation (BOAC) em 1 de janeiro de 1946, a BEA tornou-se uma crown corporation independente em 1 de agosto de 1946.
As operações começaram a partir dos aeroportos de Croydon e Northolt, com aeronaves DH89A Dragon Rapides e Douglas DC-3s.
Após estabelecer sua principal base operacional em Northolt, a BEA operou seu primeiro serviço a partir do Heathrow em abril de 1950; no final de 1954, todas as operações de Northolt foram transferidas para Heathrow, que permaneceu como a principal base da companhia até a fusão com a BOAC em 1974.
Em 1952, a BEA transportou seu milionésimo passageiro, e, no início da década de 1960, já havia se tornado a quinta maior companhia aérea de transporte de passageiros do mundo ocidental e a maior fora dos Estados Unidos.
Em 1950, a BEA operou o primeiro serviço aéreo comercial do mundo com uma aeronave turbopropulsora, usando o Vickers Viscount 630 protótipo, de Londres para Paris. A companhia aérea entrou na era a jato em 1960 com o de Havilland DH106 Comet 4B. Em 1º de abril de 1964, a BEA foi a primeira a operar o DH121 Trident; em 10 de junho de 1965, um Trident 1C da BEA realizou o primeiro pouso automático do mundo durante um voo comercial programado.
Durante a maior parte de sua existência, a sede da BEA era localizada na BEAline House em Ruislip, Borough de Hillingdon, Londres.
A BEA deixou de existir como uma entidade legal separada em 1 de abril de 1974, quando ocorreu a fusão com a BOAC, formando a British Airways (BA). O nome foi revivido pela British Airways de 1991 a 2008, quando alterou o nome de uma subsidiária existente, British Airways Tour Operations Limited, para British European Airways Limited. A British Airways Tour Operations Limited foi fundada em 1935 como uma empresa de viagens aéreas chamada Silver Wing Surface Arrangements Limited.

## Acidentes
- Vôo BE609 da British European Airways
- Vôo British European Airways 548